# 93e brigade mécanisée
Pour les articles homonymes, voir 93e brigade.
La 93e brigade mécanisée « Kholodnyi Yar » (en ukrainien : 93-тя окрема механізована бригада «Холодний Яр», abrégé en 93 ОМБр ; numéro d'unité militaire А1302), est une grande unité d'infanterie mécanisée de l'Armée de terre ukrainienne.
Son numéro provient d'une unité soviétique créée en 1943, devenue ukrainienne en 1992, et a pour garnison Tcherkaske, dans l'oblast de Dnipropetrovsk.

## Historique

### Seconde Guerre mondiale
La 93e brigade reprend les traditions de la 93e division de fusiliers de la Garde, formée le 10 avril 1943 à partir de deux brigades séparées du front de Voronej, les 13e de la Garde et 92e de fusiliers.
Cette division combat lors de la bataille de Prokhorovka (juillet 1943, lors de la bataille de Koursk), puis participe à la libération de Belgorod et de Kharkov (août 1943, lors de l'opération Polkovodets Roumiantsev) y gagnant le titre honorifique de «Харьковская», Kharkovskaïa.
Affectée au front de la steppe qui devient dès octobre 1943 le 2e front ukrainien, la division contribue ensuite à la reprise du Donbass (automne 1943), est engagée dans l'offensive de Kirovograd (janvier 1944), celle Ouman-Botoșani (mars-avril 1944), traverse le Dniestr et la Prout (rivière), combat les Roumains lors de l'offensive Jassy-Kichinev (août 1944), prend Ploiești (septembre 1944), franchit les Carpates, traverse la Transylvanie, entre en Hongrie, participe à la bataille de Debrecen (octobre 1944), prend Eger (novembre 1944), à la conquête de Budapest (janvier 1945), l'offensive Bratislava-Brno (mars-avril 1945) et enfin l'offensive Prague (mai 1945).

### Guerre froide
En 1946, l'unité est renommée en 35e division mécanisée de la Garde, à la suite de son équipement en véhicules blindés. L'insurrection de Budapest en 1956 entraîne l'invasion de la république populaire de Hongrie par une partie de l'Armée de terre soviétique (y compris la 35e division), dont les unités restent ensuite sur place, formant le groupe de forces Sud (l'équivalent d'un district militaire, mais hors de l'URSS). La division a désormais son état-major à Kecskemét, avec ses régiments à Kiskunmajsa, Szeged, Kiskunhalas et Nagykőrös.
Le 17 mai 1957, l'unité est renommée 35e division de fusiliers motorisés de la Garde. Le 11 janvier 1965, elle est renumérotée 93e division de fusiliers motorisés de la Garde. Il s'agit d'une division à plein effectif, forte en 1985 de 11 400 hommes, 265 chars T-64, 146 blindés BMP-1, 306 BTR-60, 90 obusiers de calibre 122 mm D-30, 18 obusiers automoteurs de calibre 152 mm 2S3 et 18 de calibre 122 mm 2S1. La division déménage d'octobre 1990 à janvier 1991 à Tcherkasskoïe (aujourd'hui Tcherkaske), dans le district militaire de Kiev.

## Unité ukrainienne
À la suite de la déclaration d'indépendance de l'Ukraine le 24 août 1991 (confirmée par le référendum du 1er décembre) et à la disparition de l'URSS le 26 décembre 1991, les Forces armées soviétiques sont théoriquement mises sous contrôle de la CEI (sous le nom de Forces armées conjointes de la CEI), puis très vite les unités des districts militaires des Carpates, de Kiev et d'Odessa forment les Forces armées de l'Ukraine. En janvier 1992, les hommes de la 93e prêtent serment d'allégeance et passent sous l'autorité des nouvelles Forces terrestres ukrainiennes : l'unité prend le nom de 93e division mécanisée, dépendant du 6e corps d'armée du district militaire d'Odessa. Le 1er décembre 2002, ses faibles effectifs et l'application de la réforme militaire ukrainienne la transforme en brigade mécanisée.
Des détachements de la division puis de la brigade, sous forme d'un bataillon séparé créé pour l'occasion, sont envoyés en mission de maintien de la paix sous mandat de l'ONU, notamment au sein de la KFOR au Kosovo, ainsi qu'en RDC. Le 10 décembre 2007, elle reçoit son drapeau de bataille et est rattachée au commandement opérationnel est.

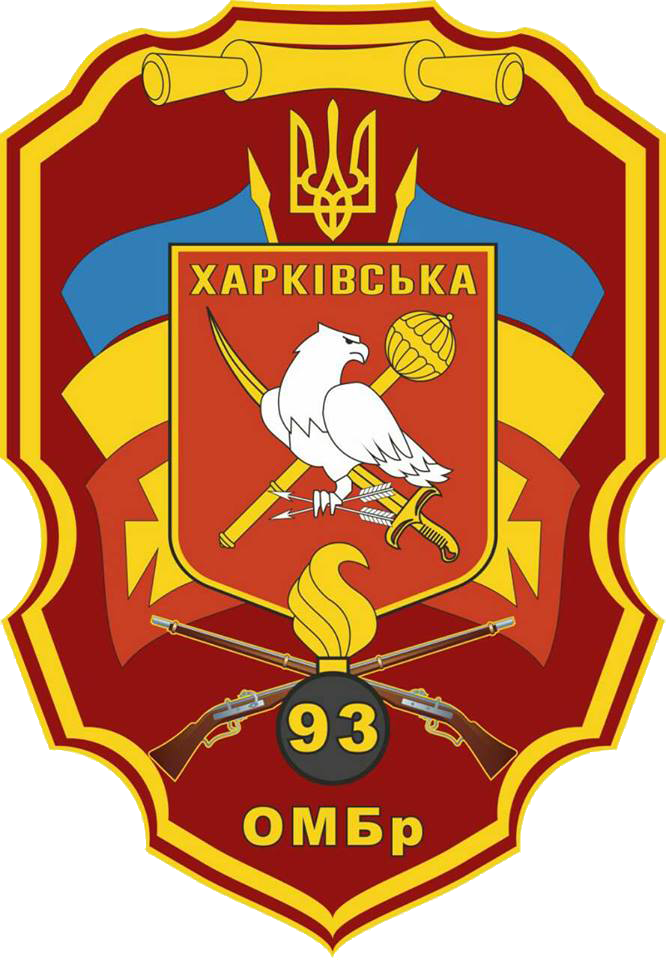
Insigne de la 93e d'avant 2018, portant encore le titre Kharkivska.
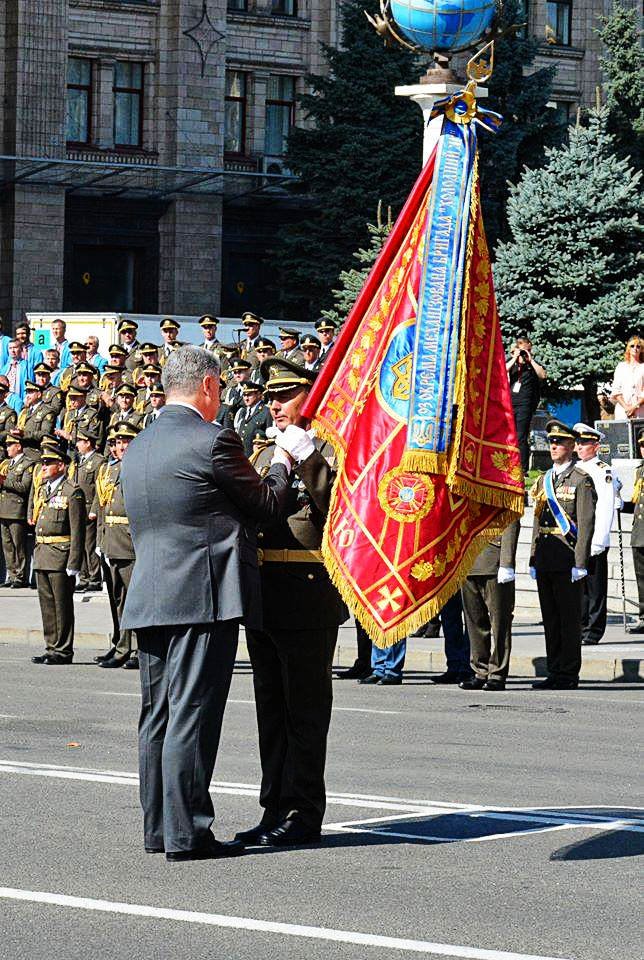
Vladyslav Klotchkov, chef de corps de la 93e brigade recevant le drapeau de bataille du Président Petro Porochenko.

### Guerre du Donbass
Lors du début de la guerre du Donbass, elle reste sur le front de 2014 à mars 2016. En novembre 2014, le 20e bataillon motorisé « Dnipropetrovsk » (anciennement bataillon de défense territoriale ) y est rattaché. Durant cette période, la brigade participe à aux batailles de Debaltseve,  Avdiïvka, au siège d'Ilovaïsk, à la première puis à la seconde bataille de l'aéroport de Donetsk en 2014, ses soldats y gagnent le surnom de « cyborgs », comme pour les autres unités défendant l'aéroport. Ses pertes s'élèvent à 138 morts, plus de 1000 blessés et 9 prisonniers. En juin 2017, la brigade retourne dans la zone de combat, affrontant la 4e brigade de fusiliers motorisés de la milice populaire de Louhansk pour le contrôle de l' autoroute Lyssytchansk-Louhansk. Au cours des années suivantes, elle est déployée à plusieurs reprises dans le Donbass , participant à de nombreuses batailles contre les forces séparatistes,.
Le 18 novembre 2015, dans le cadre de la suppression des décorations soviétiques des forces armées ukrainiennes, les titres de « Deux fois Ordre du Drapeau Rouge, de Souvorov et de Koutouzov » sont retirés du nom de la brigade, tout en conservant celui de « Char ».  Le 22 août 2016, la désignation de l'unité des Gardes a également été supprimée. Le 22 janvier 2018, à l'occasion du centenaire de la guerre d'indépendance ukrainienne , la brigade reçoit le titre de « Kholodnyj Jar » en l'honneur de la république partisane pro-ukrainienne du même nom qui a existé entre 1919 et 1922, et par conséquent celle de « Char'kovskaya » est supprimée.

### Invasion russe de l'Ukraine

#### Invasion à grande échelle: secteur de Soumy - Kharkiv (février - mars 2022)
Au moment du déclenchement de l'invasion de l'Ukraine par la Russie, le 24 février 2022, la 93e brigade est déployée dans l'oblast de Soumy. Le gros de la brigade est positionné entre Soumy et Kharkiv et défend la H12. La 1re armée de chars de la Garde atteint dès la première journée la ville d'Okhtyrka, carrefour stratégique menant à Poltava, Kiev et Kharkiv. Le 1er bataillon de la brigade épaulé par le Modèle:1er bataillon parviennent toutefois à les repousser.
La brigade continue à harceler les troupes russes dans la zone pendant tout le mois de mars. À partir du 18 mars, ils lancent une contre-attaque au nord de la ville et infligent de lourdes pertes aux 2e division de fusiliers motorisés et 4e division de chars lors de la bataille de Trostianets, dont ils reprennent le contrôle le 26 mars,,.
Pendant ce temps, le bataillon de char est rattaché à la 92e brigade mécanisée et défend l'entrée sud-est de la ville de Kharkiv. Les hommes du bataillon se déplacent ensuite vers l'ouest et repoussent la 138e brigade de fusiliers motorisés à Mala Rohan, leur infligeant de lourdes pertes.
Début mars, un des bataillons de la brigade est déployé dans le secteur de Balaklia où il tente de contre-attaquer. Les hommes libèrent les localités de Asiivka (uk) et Shevelevka (uk) puis tentent de reprendre le contrôle de Houssarivka (uk) le 8 mars. Au cours des jours suivants, ils infligent des pertes à la 3e division de fusiliers motorisés, détruisant une cinquantaine de blindés et véhicules russes.
Après l'envoi de renforts, les russes contre-attaquent, le bataillon subit des pertes et doit battre en retraite. Le village est finalement repris le 27 mars.

#### Bataille de Barvinkove (avril - août 2022)
En avril 2022, la 93e brigade est pleinement déployée dans le secteur d'Izioum dans l'oblast de Kharkiv pour ralentir l'offensive russe sur Sloviansk. La brigade protège la ville de Barvinkove, dont la prise permettrait aux Russes de poursuivre au sud et d'encercler Sloviansk et Kramatorsk par l'ouest. La brigade s'établit sur une ligne de défense entre la rivière Donets et Dibrovne (uk) protégeant les deux axes routiers principaux. Les hommes de la 93e brigade y connaissent certains des combats les plus violents avec ceux de Bakhmout et Soledar contre la 64e brigade de fusiliers motorisés de la Garde. Ils doivent reculer jusqu'à Nova Dmytrivka à 5km de Barvinkove. Plus au nord, alors que la 9e compagnie du 3e bataillon occupe le village de Zavody, ils se retrouvent encerclés par les Russes qui les débordent sur leur flanc. La compagnie alors doit se replier de l'autre côté du Donets dans des conditions difficiles. Zavody est pris le 26 avril et les ukrainiens se replient à Velyka Komychouvakha (uk). Ils parviennent à conquérir Velyka Komychouvaka le 10 mai malgré la pertes de plusieurs blindés,.
La brigade stabilise la situation devant Bravinkove début mai. Les attaques russes de la 4e division et de la 27e brigade de fusiliers motorisés se poursuivent durant le printemps mais sans succès, principalement du côté de Nova Dmytrivka, Dovhenke, Virnopillya (uk) et Dibrovne (uk), les assauts russes étant repoussés par la brigade,.
Le 6 mai 2022, la brigade reçoit la distinction Pour le Courage et la Bravoure.
Le 22 juin, la brigade repousse un important assaut russe sur Dmytrivka détruisant au moins trois blindés BTR et trois véhicules BMP. La 93e reste stationnée autour de Barvinkove jusqu'en début août, passant une partie de l'été à l'arrière.
En septembre, le 20e bataillon motorisé de la brigade participe à la contre-offensive de Kharkiv.

#### Bataille de Bakhmout (août 2022 - septembre 2023)
A la mi-août 2022, la 93e brigade est déployée dans le secteur de Bakhmout en rotation de la 14e brigade mécanisée, sur le flanc nord de la ville à Soledar et Bakhmutske en coordination de la 58e brigade motorisée pour contenir l'offensive des forces du groupe Wagner. La brigade est immédiatement impliquée dans des combats meurtriers. Les soldats font face à une tactique russe de "vagues humaines", à des bombardements massifs d'artillerie et qualifient la bataille "d'enfer". La brigade mène des contre-attaques et des combats rapprochés contre les mercenaires.
Le front se stabilise durant le mois d'octobre, les Russes butant sur l'usine Knauf à Soledar et la partie ouest de Bakhmutske et subissant de lourdes pertes,,.
La brigade est temporairement retirée du front en décembre, relayée par la 24e brigade mécanisée et un bataillon de défense territoriale dont la mauvaise rotation permet aux Russes de progresser.
Elle est renvoyée à Bakhmout en janvier 2023, cette fois-ci directement dans la ville. Elle sert d'avant garde dans la ville et encaissant le choc de l'avancée russe.
À partir du mois de février, le groupe Wagner commence à pénétrer dans la partie orientale de Bakhmout. Pendant trois mois, la brigade est engagée dans de violents combats urbains dans les ruines de Bakhmout. Les soldats 93e brigade avec l'appui de véhicules BMP-2, de chars, de l'artillerie et des drones tentent de contenir les nombreux assauts des forces russes,.
Début mars, la brigade est contrainte de reculer jusqu'à la rivière Bakhmutka et abandonner la rive orientale autour de laquelle les combats se poursuivent le reste du mois dans des conditions difficiles. Le 15 mars 2023, une porte-parole de la 93e brigade mécanisée affirme que les troupes ukrainiennes ont abattu un bombardier tactique russe Soukhoï Su-24 près de Bakhmout. La pince qui se referme depuis le nord et le sud de la ville, oblige la brigade à résister dans une zone étroite en quasi-encerclement.
Après la prise de la ville en mai 2023 et plusieurs mois de combats acharnés, la brigade est temporairement envoyée à l'arrière se reposer et être reconstituée, partiellement remplacée par la 77e brigade aéromobile. Au moins un bataillon reste cependant dans la ville, où il a été utilisé aux côtés du bataillon de la 92e brigade d'assaut et de la 60e brigade mécanisée pour mener une une contre-attaque locale au nord de la ville les 12 et 13 mai, repoussant les forces russes de 2 à 3km.
Après la chute définitive de la zone urbaine de Bakhmout le 21 mai, la brigade est entièrement envoyée à l'arrière, où elle procède à la formation continue de nouveaux personnels. Un bataillon mécanisé de l'unité est utilisé comme base pour former la nouvelle 43e brigade mécanisée. Durant l'été, la majeure partie de la brigade est maintenue en réserve, où elle suit un entraînement et reçoit des véhicules de combat CV90, devenant ainsi la deuxième unité ukrainienne à les recevoir après la 21e brigade mécanisée. En septembre, la brigade est ensuite renvoyée sur le flanc sud, autour de Klichtchiïvka et Andriïvka (uk) protégeant le terrain conquis lors de la contre-offensive ukrainienne de 2023.

#### Bataille de Tchassiv Iar (septembre 2023)
En septembre 2023, la brigade est ensuite renvoyée sur le flanc sud, principalement autour de Klichtchiïvka et Andriïvka (uk) protégeant le terrain conquis lors de la contre-offensive en rotation de la 80e brigade d'assaut aérien afin de contenir l'offensive hivernale russe sur Tchassiv Iar. À partir de la fin septembre, la brigade est confrontée à de violentes contre-attaques de la 4e brigade de fusiliers motorisés et du 68e régiment de chars de la Garde sur les deux villages et subit des pertes importantes mais parvient à conserver le terrain conquis.
Mi-novembre, les troupes russes traversent la voie ferrée au nord de Klichtchiïvka et consolide leurs positions, bien que la 93e brigade mécanisée affirme que leur artillerie les a repoussées de l'autre côté. Youri Fedorenko, commandant de la compagnie « Achilles », spécialisée dans les drones, confirme que la situation dans le secteur devient compliquée, en attribuant la cause aux tactiques constamment changeantes des troupes russes et à l'utilisation intensive de drones sur le champ de bataille. Toutefois, la brigade résiste pendant plusieurs mois. Le 2e bataillon motorisé est envoyé au même moment près de Lyman,.
A la mi-mai 2024, un bataillon, gardé en réserve, est transféré dans la région de Kharkiv à la suite de la nouvelle offensive russe dans la région. Quelques jours plus tard, Klichtchiïvka est repris par l'armée russe.
En juillet 2024, à la suite de la loi ukrainienne autorisant certaines catégories de prisonniers à servir volontairement dans l'armée, la 93e brigade mécanisée est l'une des unités à intégrer un certain nombre d'entre eux dans ses rangs, créant ainsi un nouveau bataillon.
Début septembre 2024, le 2e bataillon de la brigade est transféré sur le front de Pokrovsk, oblast de Donetsk, où il mène des contre-attaques locales pour stabiliser la situation, réussissant à ralentir l'avancée russe.

Le 5 décembre 2024, la célèbre unité de drones Signum qui s'est illustrée lors de la bataille de Bakhmout a quitté la brigade et rejoint la 53e brigade mécanisée.

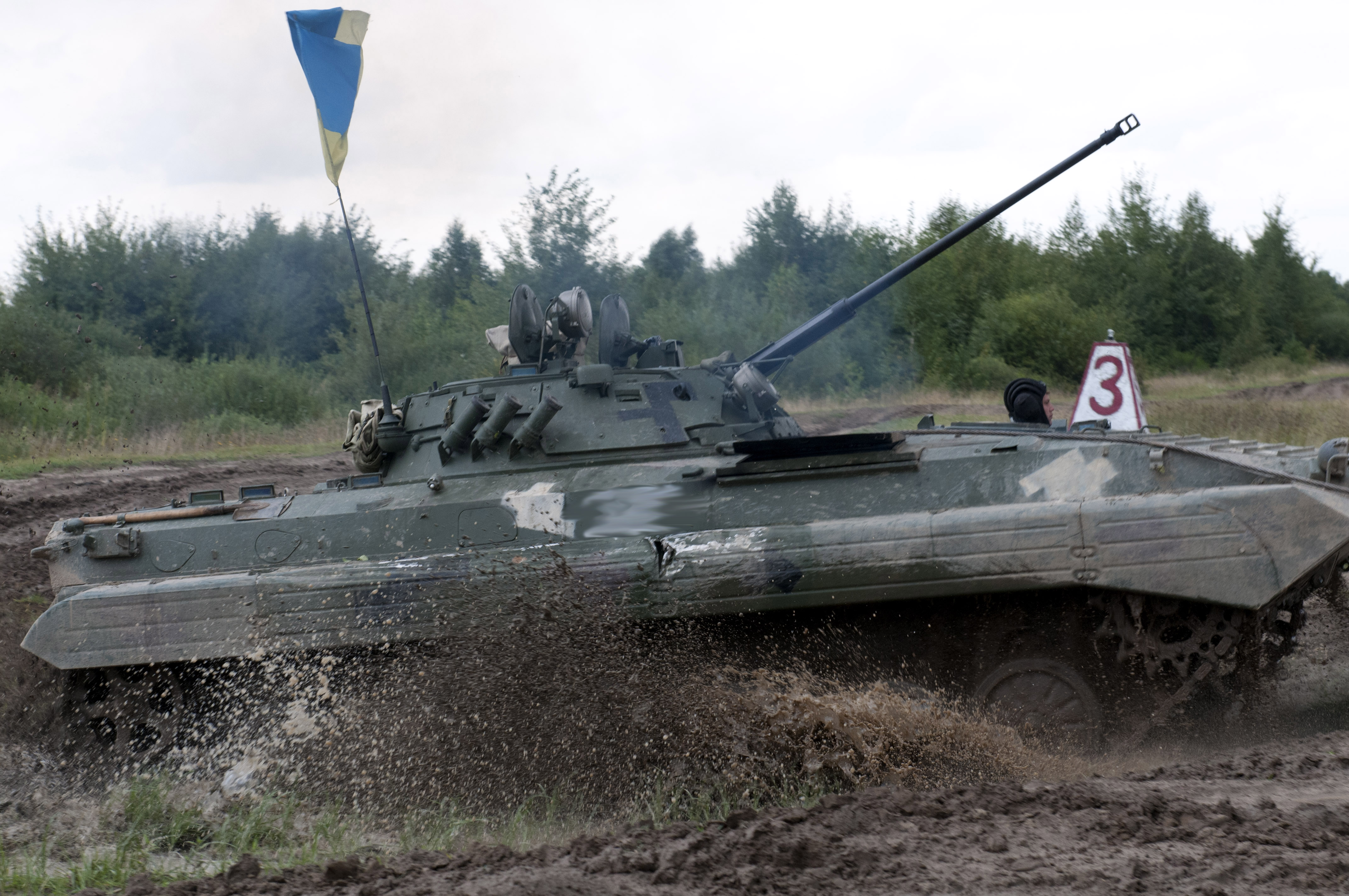
Entraînement en 2016 à bord d'un BMP-2.

## Structure

### Ordre de bataille en 2025
Fin février 2025 la brigade comprend,,, :

### Chefs de corps
- 2001 : Ihor Botcharov
- 2010 — 2013 : Volodymyr Karpenko
- 2013 — 2015 : Oleg Mikats
- 2015 — 2019 : Vladyslav Klotchkov
- 2019 — 21 janvier 2022 : Dmytro Brijinski
- 21 janvier 2022 — 2023 : Rouslan Chevtchouk
- depuis 2023 : Pavlo Palissa[68]

### Matériel
- Compagnie de chars : T-64BV, T-80U et BV[69],[57].
- Bataillons mécanisés : BMP-1 et BMP-2 soviétiques, CV-90 livrés par la Suède, M113
- Bataillons motorisés : transports de troupes BTR-82A, blindés légers Humvee et Roshel Senator livrés par les États-Unis et le Canada.
- Bataillons de fusiliers : Pick-up
- Compagnie de reconnaissance : BRDM-2
- Groupe d'artillerie : 2S1 Gvozdika, M109A6 américains, 2S5 Guiatsint-S, canon de 85mm D-44 (en), BM-21 Grad, drone A1-SM Furia, Stouhna-P, FGM-148 Javelin
- Défense antiaérienne : 9K35 Strela-10, ZU-23-2 montés sur MT-LB

## Traditions

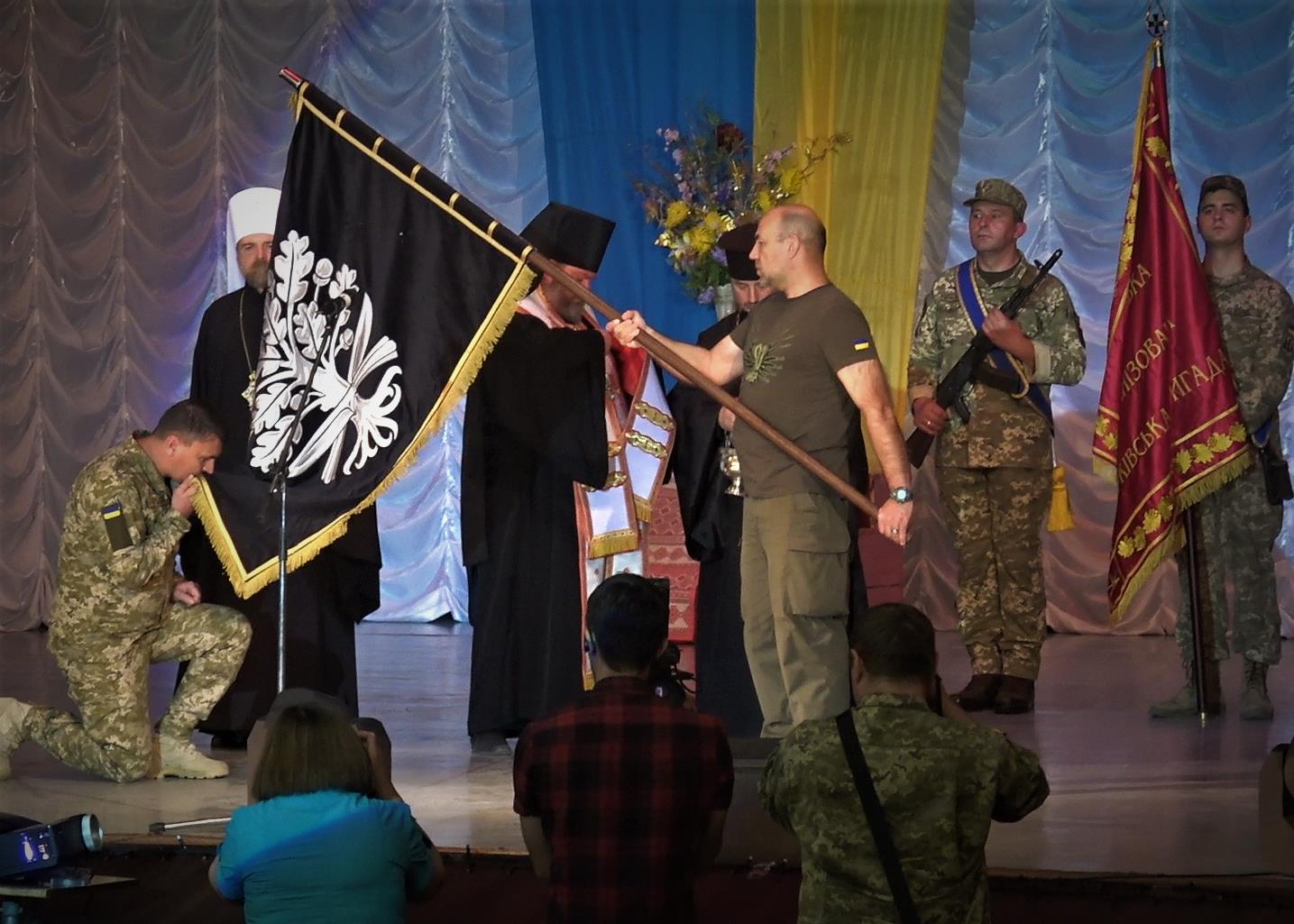
remise du drapeau honorifique de la brigade, au fond à droite, le drapeau de bataille de la brigade.

En mai 2018, la brigade adopte comme couleurs le noir et le blanc, comme emblème le corbeau noir et le chêne blanc, un nouveau chant et le nom honorifique « Kholodny Yar » (en ukrainien : Холодний Яр littéralement la « ravine froide »), du nom d'une forêt près de Tcherkassy, dernier refuge d'une petite armée de paysans insurgés ukrainiens de la République de Kholodnoïarsk de 1919 jusqu'à 1922 durant la guerre d'indépendance ukrainienne dont les membres se qualifiaient de cosaques, élisant des atamans comme chefs. Le nom et les nouveaux emblèmes sont attribués officiellement par l'oukase présidentiel no 232/2018 du 22 août 2018.

### Fête du régiment
Jusqu'en 2018 inclus, la brigade célébrait les anniversaires le 10 mai. Depuis 2018, le 22 août, date de l'approbation présidentielle des nouveaux symboles de l'unité, est considéré comme jour anniversaire.

### Chant du régiment
Depuis mai 2018, le chant officiel de la brigade est « La brigade qui fait d’un homme un guerrier » (en ukrainien : Бригада, що робить з людини Воїна!). Les paroles sont écrites par le sergent junior Vladyslav Stafiytchouk (uk), vétéran de la brigade (indicatif militaire « Snake », nom de plume Vlad Sord). En octobre 2017, lors de l'ouverture du mémorial aux soldats tombés au combat de l'ATO, la brigade présente une version de son chant orchestré par le groupe de folk metal ukrainien Tin’ sontsia (uk), dont le leader Serhiy Vassyliouk (uk) a composé la musique,.

### Drapeaux

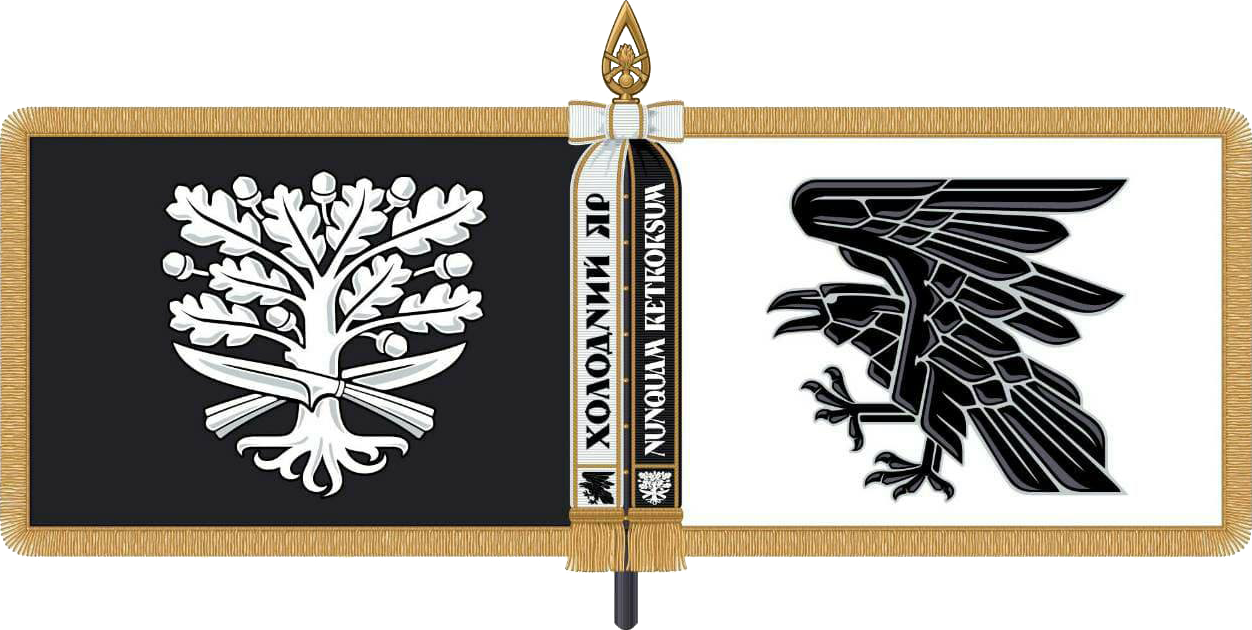
Drapeau honorifique de la brigade.

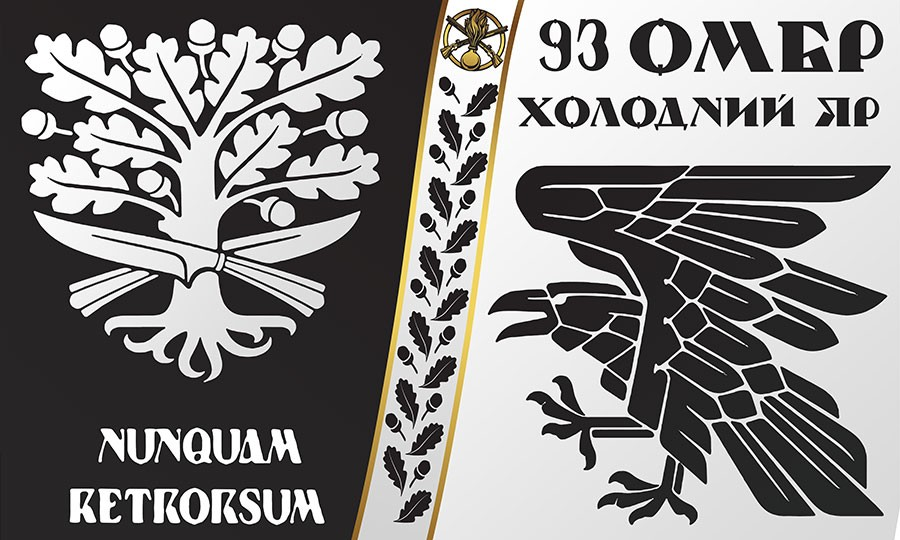
Drapeau de motivation de la brigade.

Les unités militaires ukrainiennes peuvent posséder plusieurs drapeaux : 
- le drapeau de bataille, rouge qui porte en lettre d'or le nom des batailles de l'unité. Il est approuvé par décret officiel et remis à l'unité par le président
- le drapeau honorifique, aux couleurs et aux symboles de l'unité, il est remis à l'unité si elle porte un titre ou un nom honorifique, son équivalent français est le fanion
- le drapeau de motivation, généralement le drapeau ukrainien frappé de l'insigne de l'unité, il n'a pas de valeur légale, et il sert surtout au recrutement des nouveaux soldats et à revendiquer des victoires par une photo.

Le 10 mai 2018, à l'occasion de la fête de la brigade, le drapeau honorifique est présenté par Roman Donik (uk) au colonel Vladyslav Klochkov (uk). La 93e brigade est la première unité militaire ukrainienne à recevoir son drapeau honorifique. Sur une face, il porte  sur un champ noir le chêne blanc (uk) de Maksym Zalizniak, un chêne avec des couteaux croisés, et sur l'autre face sur un champ blanc le corbeau noir en référence à Ivan Tchernooussov, surnommé « Le corbeau noir de Kholodnoïarsk ». Le corbeau noir et le chêne blanc sont des symboles d'indépendance vis-à-vis de la Russie,.

### Insignes
2023
Description de l'insigne :

Insigne d'arme de la brigade en 2023.

Insigne de combat de la brigade en 2023.

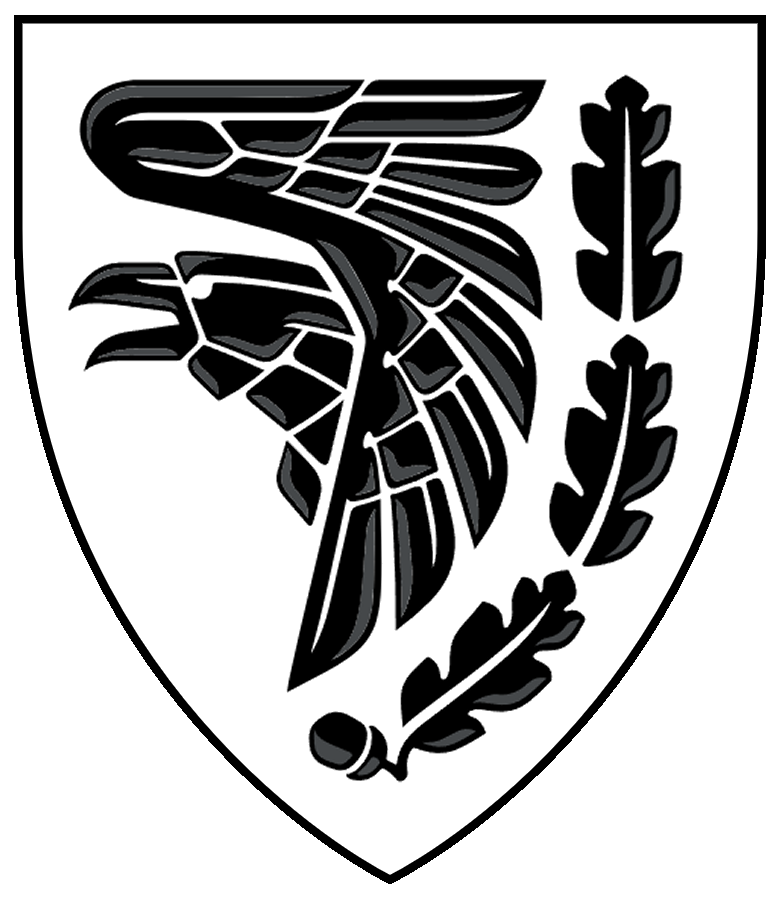
Insigne d'arme de la brigade en 2024.

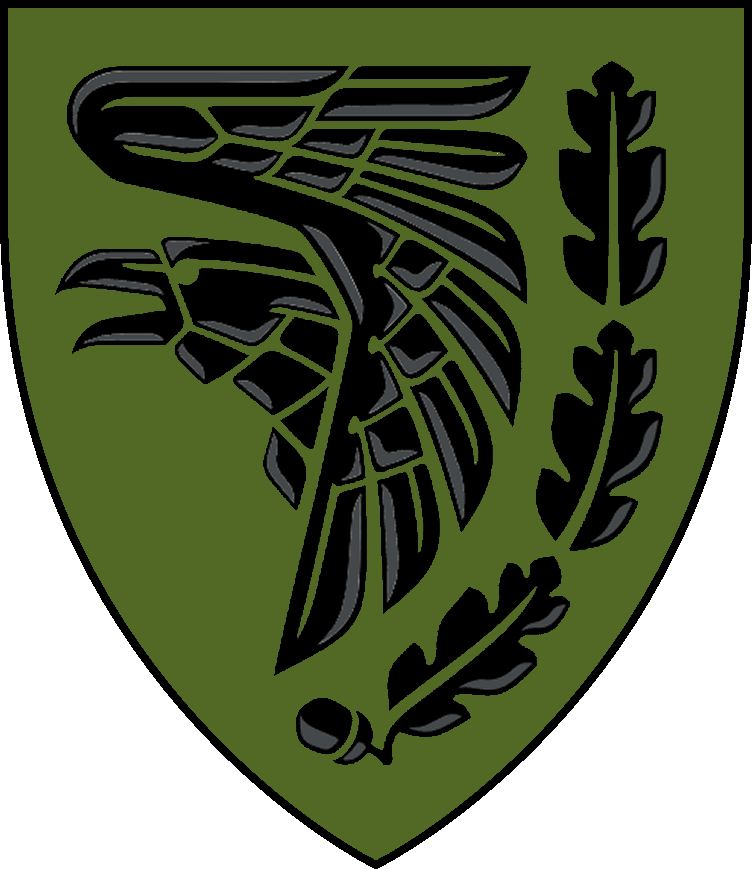
Insigne de combat de la brigade en 2024.

- insigne d'arme : l'insigne en forme d'écu britannique représente un corbeau noir sur fond blanc, entouré sur la droite de feuilles de chêne blanc sur fond noir.
- insigne d'épaule de combat : même chose mais utilisation du vert armée à la place du blanc pour des raisons de camouflage.

Symbolique des figures utilisées :
L'insigne reprend la symbolique du drapeau d'honneur de la brigade dans une forme plus stylisée.
2024
Description de l'insigne :
- insigne d'arme : l'insigne en forme d'écu britannique représente un corbeau noir entouré sur la droite de feuilles de chêne sur fond blanc.
- insigne d'épaule de combat : même chose mais utilisation du vert armée à la place du blanc pour des raisons de camouflage.

Symbolique des figures utilisées :
L'insigne reprend la symbolique du drapeau d'honneur de la brigade dans une forme plus stylisée.

### Compétitions
En octobre 2024, l'opérateur de drone du bataillon « Black Raven » de la brigade, indicatif "Lelyk", gagne à Kyïv le premier tournoi pan-ukrainien de pilotes de drones de l'armée ukrainienne où quinze brigades s'affrontent dans des joutes sportives et de pilotage.